# 49 Days
49 il (coréen : 49일, titre international : 49 Days) est une série télévisée sud-coréenne diffusée en 2011 sur SBS. Elle met en vedette Lee Yo-won, Jo Hyun-jae, Jung Il-woo, Bae Soo-bin, Nam Gyu-ri et Seo Ji-hye.

## Synopsis
Shin Ji-Hyun est une jeune femme qui nage dans le bonheur. Alors qu'elle s'apprête à épouser son fiancé, Kang Min-Ho, elle se retrouve impliquée dans un accident de voiture qui la laisse dans le coma. La Mort lui offre alors la possibilité de récupérer sa vie à condition de trouver trois personnes, en dehors de son cercle familial, qui verseront de véritables larmes pour elle. Afin de mener sa mission à bien dans le délai imparti des 49 jours, Shin Ji-Hyun emprunte le corps de Song Yi-Kyung, une employée de supérette à temps partiel...

## Acteurs et personnages

### Acteurs principaux
- Lee Yo-won : Song Yi-Kyung/Shin Ji-min[2],[3]
- Nam Gyu-ri : Shin Ji-Hyun
- Jo Hyun-jae : Han Kang
- Bae Soo-bin : Kang Min-ho
- Jung Il-woo : Scheduler/Song Yi-soo[4],[5],[6],[7]
- Seo Ji-hye : Shin In-jung

### Acteurs secondaires
- Choi Jung-woo : Shin Il-shik, le père de Shin Ji-Hyun
- Yoo Ji-in : Jung Mi-ok, la mère de Shin Ji-hyun
- Bae Green : Park Seo-woo
- Son Byung-ho : Oh Hae-won
- Moon Hee-kyung : Bang Hwa-joon
- Kang Sung-min : Noh Kyung-bin
- Yoon Bong-gil : Cha Jin-young
- Kim Ho-chang : Ki Joon-hee
- Jin Ye-sol : Ma Soon-jung
- Lee Jong-min : Go Mi-jin

## Diffusion internationale
- SBS (2011): Mercredi et jeudi à 21h55
- ABS-CBN (2011): avec le titre Pure Love aux Philippines
- KNTV / Fuji TV
- Indosiar
- Shuang Xing
- Drama 1 / TVB Jade
- ETTV

## Autres versions
- Pure Love (ABS-CBN, 2014)

### Sources
- (en)/(ko) Cet article est partiellement ou en totalité issu des articles intitulés en anglais « 49 Days » (voir la liste des auteurs) et en coréen « 49일 » (voir la liste des auteurs).